# امپراتوری بیزانس تحت خاندان هراکلیوس
امپراتوری بیزانس تحت خاندان هراکلیوس (به لاتین: Byzantine Empire under the Heraclian dynasty) به دورانی از امپراتوری از بیزانس گفته می‌شود که پس از روی کار آمدن هراکلیوس تا ژوستینین دوم ادامه یافت.
پس از آشفتگی‌های امپراتوری، سپاه آفریقا سر به شورش برداشت و هراکلیوس فرمانده خود را امپراتور خواند. خطر ایرانی‌ها در این موقع بسار شدید بود. دولت ساسانی در زمان خسرو اوّل که معاصر ژوستینین بود به اوج قدرت رسید. عربستان جنوبی و باکتریان به دست خسرو تسخیر و بساط قدرت هون‌ها (هیاطله) برچیده شد. به این ترتیب ایران در همسایگی ترک‌ها که مردمی متجاوز بودند، قرار گرفت. نوهٔ او یعنی خسرو دوم همین سیاست فاتحانه را تعقیب کرد و به امپراتوری شرق حمله برد و پس از تصرف آسیای صغیر و سوریه و مصر با آوارها عقد اتحاد بست و قسطنطنیه را به محاصره گرفت. هراکلیوس در برابر این حملات ایستادگی کرد و با تجدید سازمان سپاهیان خود ایرانی‌ها را شکست داده وارد اراضی آنها شد. خسرو دوم در این گیرودار به قتل رسید و پسر او با رم شرقی مصالحه کرد. به این ترتیب قسمت اول سلطنت هراکلیوس قرین با افتخاراتی بود. وی را می‌توان احیا کنندهٔ امپراتوری مشرق دانست و اگر حمله اعراب قدرت رومی‌ها را در هم نشکسته بود بدون تردید نتایج عالیتری نصیب او می‌شد. در سال ۶۳۴ اعراب وارد شام شده این سرزمین و سپس مصر را تصرف کردند، در صورتی که در همین ایام چنین به نظر می‌رسید که هراکلیوس تمام نیروی خود را از دست داده و فرصت گرانبهای خود را صرف بحث در مسائل مذهبی و الهی می‌کرد و عاقبت در سال ۶۴۱ بدون آنکه سدی در مقابل پیشرفت اعراب ایجاد کند جان سپرد.
در زمان دو پسر و نوهٔ او یعنی کنستانس دوم اعراب به پیشرفت خود در آفریقا ادامه دادند و به آسیای صغیر نیز یورش‌هائی بردند. کنستان به جای آنکه به مقابله آنها قیام کند در صدد استرداد ایتالیا از لمباردها برآمد، منتهی کوشش او به نتیجه نرسید. در زمان کنستانتین چهارم اعراب قسطنطنیه را از راه دریا و خشکی محاصره کردند. این کار پنج سال طول کشید و سرانجام با کمک مواد مذاب و مشتعلی، که مخلوط از گوگرد، شوره و مواد صمغی بود و با آب خاموش نمی‌شد، و از طرف محصورین به اردوی دشمن پرتاب می‌گشت، بحریه اعراب سوخت و شهر آزاد شد.
متأسفانه جانشینان کنستانتین چهارم از قدرت کافی برخوردار نبودند و مسئله غصب مقام سلطنت، قدرت امپراتوری را متزلزل ساخت، در صورتی که اعراب فتح آفریقا را به پایان رسانده، بلغارها سرزمین مزی را که از این پس بلغارستان نام گرفت به تصرف درآورده و دولت سرکش و نافرمانی به وجود آوردند که حملات خود را تا پای حصارهای پایتخت نیز تکرار می‌کرد.